# Thomas Bormolini
Thomas Bormolini, född 29 augusti 1991, är en italiensk skidskytt som debuterade i världscupen i december 2014. Hans första pallplats i världscupen kom när han tillsammans med det italienska laget blev tvåa i stafett den 7 januari 2018 i Oberhof i Tyskland.